# John Taylor (Politiker, vor 1814)
John Taylor (geb. vor 1814; gest. nach 1820) war ein US-amerikanischer Politiker. Zwischen 1815 und 1817 vertrat er den Bundesstaat South Carolina im US-Repräsentantenhaus.

## Werdegang
Ṻber John Taylor ist wenig bekannt. Weder sein Geburtsdatum noch sein Geburtsort sind in den Quellen vermerkt. Das Gleiche gilt für seinen Sterbeort und das Sterbedatum. Sicher ist, dass Taylor seit 1802 in South Carolina politisch aktiv war. Er war Mitglied der von Thomas Jefferson gegründeten Demokratisch-Republikanischen Partei. Zwischen 1802 und 1805 saß er als Abgeordneter im Repräsentantenhaus von South Carolina.
Bei den Kongresswahlen des Jahres 1814 wurde Taylor im siebten Wahlbezirk von South Carolina in das US-Repräsentantenhaus in Washington, D.C. gewählt. Dort trat er am 4. März 1815 die Nachfolge von Elias Earle an. Da er gegen diesen bei den folgenden Wahlen im Jahr 1816 verlor, konnte er bis zum 3. März 1817 nur eine Legislaturperiode im Kongress absolvieren. Dann konnte Earle sein früheres Mandat wieder übernehmen.
Im Jahr 1820 bewarb sich John Taylor erfolglos um die Rückkehr in das US-Repräsentantenhaus. Danach verliert sich seine Spur wieder.